# Рюейр (Во)
Рюейр (фр. Rueyres) — громада  в Швейцарії в кантоні Во, округ Гро-де-Во.

## Географія
Громада розташована на відстані близько 65 км на південний захід від Берна, 19 км на північ від Лозанни.
Рюейр має площу 2 км², з яких на 11,1% дозволяється будівництво (житлове та будівництво доріг), 70,4% використовуються в сільськогосподарських цілях, 18,6% зайнято лісами, 0% не є продуктивними (річки, льодовики або гори).

## Демографія
2019 року в громаді мешкало 265 осіб (+8,6% порівняно з 2010 роком), іноземців було 12,5%. Густота населення становила 133 осіб/км².
За віковим діапазоном населення розподілялося таким чином: 28,3% — особи молодші 20 років, 55,8% — особи у віці 20—64 років, 15,8% — особи у віці 65 років та старші. Було 103 помешкань (у середньому 2,6 особи в помешканні).
Із загальної кількості 86 працюючих 12 було зайнятих в первинному секторі, 54 — в обробній промисловості, 20 — в галузі послуг.